# Halieutaea hancocki
Halieutaea hancocki is een straalvinnige vissensoort uit de familie van vleermuisvissen (Ogcocephalidae). De wetenschappelijke naam van de soort is voor het eerst geldig gepubliceerd in 1908 door Charles Tate Regan. De soort werd aangetroffenin het onderzees plateau Saya de Malha (bij de Mascarenen) tijdens de Percy Sladen Trust Expedition naar de Indische Oceaan in 1905. Regan noemde de soort naar Luitenant Hancock, eerste luitenant van HMS Sealark, het schip van de expeditie.